# Sáng tạo (phim 2009)
Sáng tạo (tiếng Anh: Creation) là bộ phim điện ảnh Mỹ, kể về cuộc đời của nhà khoa học Charles Darwin, mối quan hệ giữa ông với vợ và con gái khi ông đang cố gắng viết Nguồn gốc của các loài. Đây là một chuyển thể của các nhà làm phim với cuốn sách bán chạy của Randal Keynes: Box của Annie: Charles Darwin, con gái của ông và sự tiến hóa của loài người. Phim cho thấy mâu thuẫn của nhà khoa học tin tưởng vào tư duy của mình với người vợ sùng đạo, trước bệnh tật và sau đó là cái chết của cô con gái. Phim do Jon Amiel đạo diễn, có sự tham gia của Paul Bettany, Jennifer Connelly, tham gia Liên hoan phim quốc tế Toronto (chiếu ra mắt ngày 10.9.2009), và Liên hoan phim quốc tế Tokyo. Phim liên quan vấn đề tôn giáo, và gây ra nhiều tranh luận.

## Diễn viên
Gia đình Darwin:
- Paul Bettany, as Charles Darwin
- Jennifer Connelly, as Emma Darwin
- Martha West as Anne Darwin
- Freya Parks as Etty Darwin
- Christopher Dunkin as George Darwin
- Gene Goodman as Frank Darwin
- Harrison Sansostri as Leonard Darwin

Nhân vật khác:
- Benedict Cumberbatch, as Joseph Dalton Hooker
- Jeremy Northam, as Reverend John Brodie-Innes
- Toby Jones, as Thomas Henry Huxley
- Bill Paterson, as Dr. Gully
- Robert Glenister as Sir Henry Holland, 1st Baronet
- Jim Carter, as Joseph Parslow
- Ian Kelly as Robert FitzRoy
- Zak Davies as Jemmy Button
- Anabolena Rodriguez as Fuegia Basket